# Contea di Cameron (Pennsylvania)
La contea di Cameron (in inglese Cameron County) è una contea dello Stato della Pennsylvania, negli Stati Uniti. La popolazione al censimento del 2000 era di 5 974 abitanti. Il capoluogo di contea è Emporium. Si tratta della contea meno popolata dello Stato.

## Geografia
La contea di Cameron si trova nel centro-nord dello Stato. La contea è costituita da una regione montuosa sull’Altopiano di Allegheny. Il principale corso d’acqua è il Sinnemahoning Creek, che si divide nei rami Bennett e Driftwood. Le aree protette comprendono la Elk State Forest e i parchi statali Sinnemahoning, Bucktail e Sizerville.

### Contee confinanti
- Contea di McKean - nord
- Contea di Potter - nord-est
- Contea di Clinton - est
- Contea di Clearfield - sud
- Contea di Elk - ovest

## Storia
La contea di Cameron fu creata nel 1860 da parte delle contee di Clinton, Elk, McKean e Potter e prese il nome dal politico Simon Cameron.

## Municipalità[6]
- Driftwood - borough
- Emporium (capoluogo) - borough

- Gibson - township
- Grove - township
- Lumber - township
- Portage - township
- Shippen - township